# Koldulás

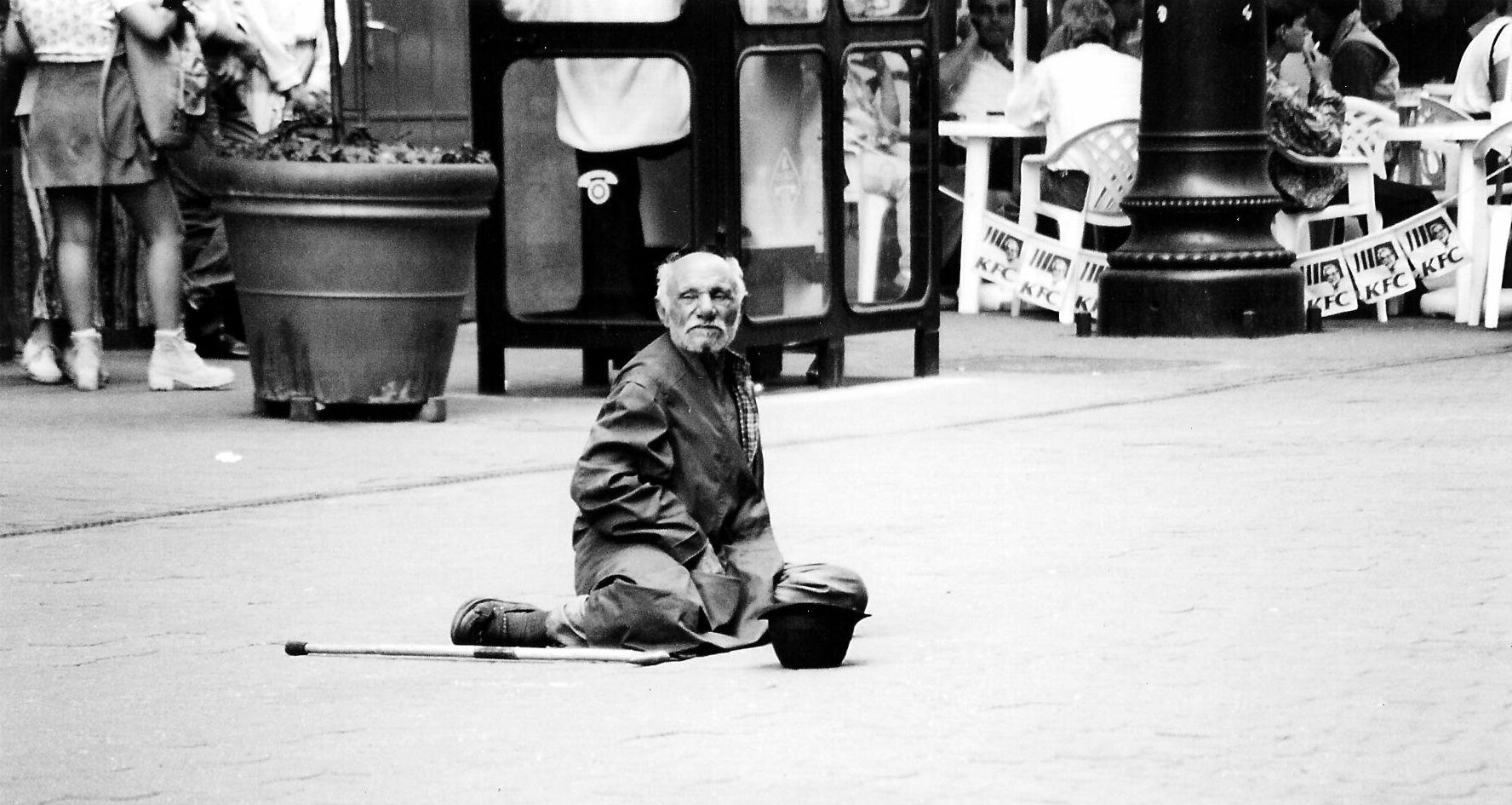
Koldus Budapest belvárosában

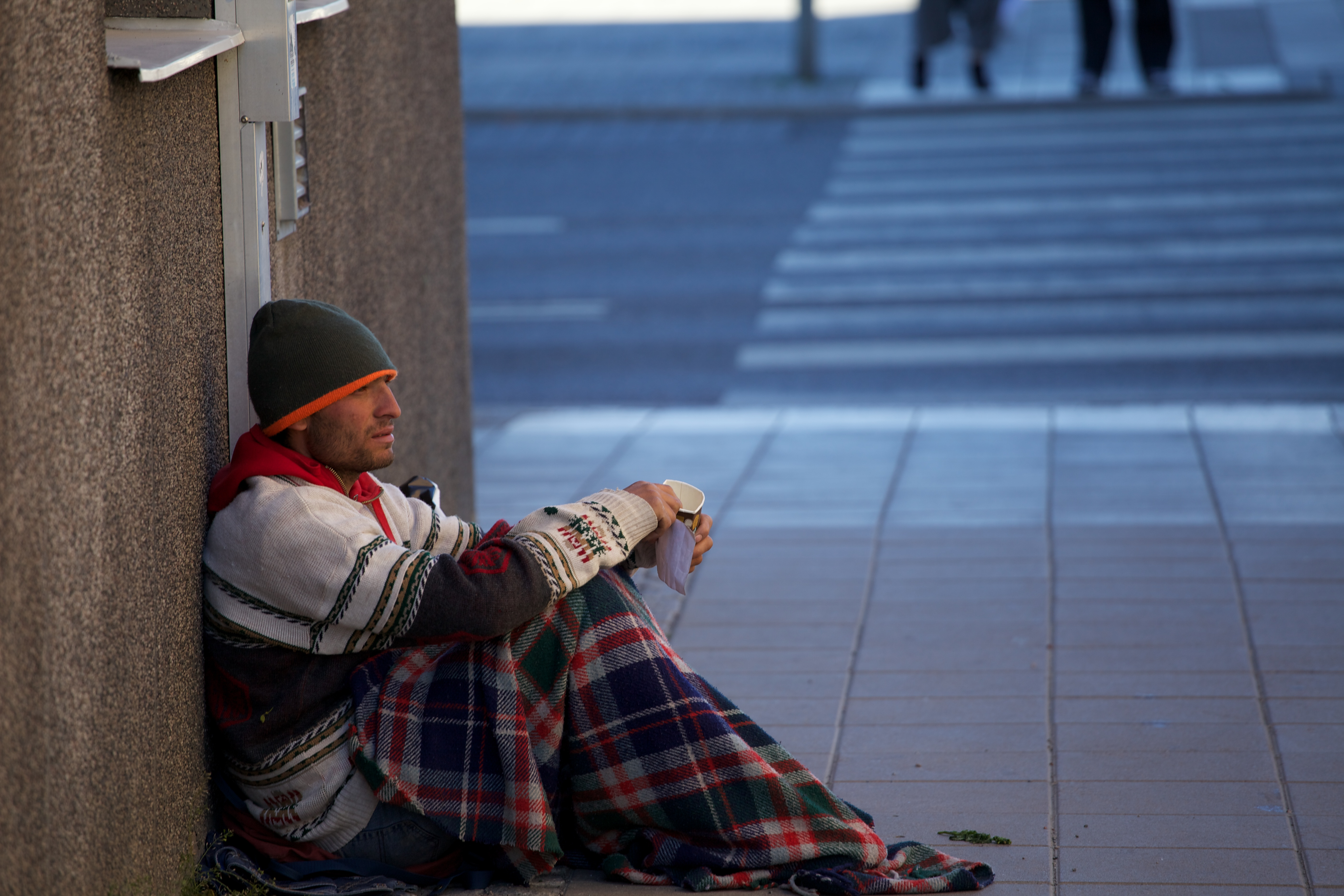
Koldus a járda szélén Uppsalában

A koldulás vagy kéregetés az a tevékenység, melynek során egy személy kisértékű adományokat (általában aprópénzt, ritkábban élelmiszert, cigarettát) kér idegen emberektől, saját társadalmi vagy egészségi helyzetére, esetleg vallására, világszemléletére hivatkozva. A koldusok általában forgalmas helyeken vagy tömegközlekedési eszközökön, esetenként imádkozva, énekelve, vagy valamilyen produkciót bemutatva próbálják adakozásra bírni az embereket. Törvényessége és egy-egy közösség tűrőképessége a koldulással szemben országonként változik.

## Történeti áttekintés
A koldulás egyidős az emberi társadalom történelmével. A testi vagy szellemi fogyatékosság, váratlan szerencsétlenség, idős kor miatt magát eltartani nem tudó, róluk gondoskodó családdal nem rendelkező személyek túlélése mindig is a szerveződött közösségek jóindulatától és alamizsnájától függött.
A nagyvárosok fejlődésével nemcsak a rokkant, hanem egyes munkaképes emberek is koldulni kényszerültek, mivel nem tudtak létfenntartást biztosító munkát szerezni maguknak. Ezzel párhuzamosan megjelentek a spekulánsok, akik a közösség irgalmával visszaélve kéregettek anélkül, hogy rászorultak volna. A késői középkortól kezdve rendeletek szabályozták a koldulást; több helyen csak a munkaképtelen helyi lakosoknak volt engedélyezve a kéregetés, a munkaképes szegényeket pedig dologházba utalták.
Ugyancsak a középkorra tehető a katolikus koldulórendek kialakulása, akik Jézus tanítását követve lemondtak a tulajdonról és a világi javakról, és munkájukból meg adományokból tartották fenn magukat. A kolduló szerzetesek más vallásokra is jellemzőek, ilyenek például a buddhista bhikkhuk vagy a hindu szannjászik.

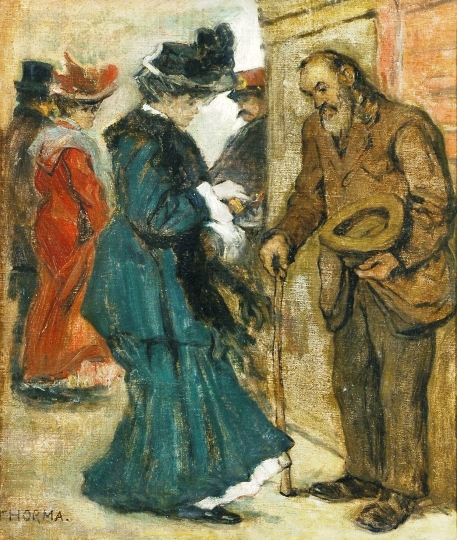
Thorma János: Alamizsna

A szolidaritás hiánya, szenvedélybetegségek, elmagányosodás miatt a modern korban mind több ember szorul a társadalom szélére és kényszerül koldulásra. Ugyanakkor létrejöttek az elesetteket kihasználó, kizsákmányoló maffia-szerű szervezetek is. A technológia fejlődésével az internetes koldulás fogalma is megjelent.

## Társadalmi elfogadottság
Az egyes közösségek különböző módokon viszonyultak a koldusokhoz és a kolduláshoz. Az ókori görögök szerint a koldusok isteni védelem alatt álltak. A koldusokat és tárgyaikat (bot, ruházat) sok kultúrában misztikus tulajdonságokkal ruházták fel. Egyes hiedelmek szerint a koldusok a halottak képviselőjeként, helyettesítőjeként jelennek meg, és a nekik adott alamizsnából az eltávozott lelkek részesülnek.
A legtöbb vallás a rászorulók támogatását az istenek által méltányolt, az üdvözülést elősegítő tevékenységnek tekinti. A Biblia szorgalmazza a szegények megsegítését, az iszlámban pedig az adakozás a hit egyik oszlopának számít, és a hithű muzulmánok kötelező módon kell gyakorolják.

## Jogi megítélése
Magyarországon a szabálysértésekről szóló 2012. évi II. törvény 139. pontja értelmében:
- Aki gyermekkorú személy társaságában koldul, szabálysértést követ el.[9]
- Aki közterületen vagy nyilvános helyen, olyan módon koldul, hogy a járókelőket, illetve a nyilvános helyen jelenlévőket pénz átadása céljából leszólítja, továbbá az is, aki házról házra, illetve lakásról lakásra járva kéreget, szabálysértést követ el.[10]
- A szabálysértési hatóság, valamint a helyszíni bírságolásra jogosult szerv vagy személy haladéktalanul értesíti az (1) bekezdésben meghatározott szabálysértés tényéről, az érintett gyermek és az elkövető adatairól a gyermek lakóhelye szerint illetékes gyermekjóléti szolgálatot.[11]
- E szabálysértés miatt a közterület-felügyelő is szabhat ki helyszíni bírságot.[11]